# 종로 여관 방화 사건
종로 여관 방화 사건(鍾路旅館放火事件)은 2018년 1월 20일 토요일 오전 3시 6분 서울특별시 종로구 대학로2길 52 서울장여관(효제동)에서 방화로 인한 화재가 발생해 7명이 사망하고 3명이 부상당한 사건으로, 지난 1999년 6월 30일에 발생했던 씨랜드 청소년수련원 화재, 2019년 7월 18일에 발생했던 교토 애니메이션 방화 사건하고 완전 판박이였다.

## 전개
2018년 1월 20일 오전 2시경 중국집 배달원인 방화범 유해명은 만취해서 들어간 여관의 주인에게 성매매를 위해 “여자를 불러달라”고 하였으나 거절당하자, 오전 3시경 휘발유를 뿌리고 불을 지르고 이러한 전말을 스스로 신고하였다.
경찰은 불을 지른 유해명을 현행범으로 체포하였으며 서울혜화경찰서는 고의적인 방화에 의하여 일용직 근로를 하는 장기투숙자 등 10여명에 대한 사망 및 부상 등의 피해를 유발한 방화치사 혐의로 구속영장을 신청하였다.
1월 21일 종전 5명이었던 사망자가 6명으로 늘어났고, 3월에서 4월 사이에 7명으로 증가하였다.
사망자 중 3명은 전라남도 장흥군에 살았던 어머니하고 14살, 11살 두 딸로, 방학을 맞아 전국을 여행하던 중 여비가 부족하여 서울에서 싸구려 숙소에서 머무르다 참변을 당하고 말았다.
또 한 명의 사망자는 전세계 비보잉 대회에서 많은 시상 경력을 지닌 비보이 포켓(김기주)의 아버지로 밝혀졌다.
검찰은 4월 23일에 1심 공판에서 방화범에게 사형을 구형하였고, 서울중앙지법은 5월 4일에 무기징역을 선고하였다.
이에 검찰은 "형이 가볍다"고 항소하고 7월 12일에 2심 공판에서 다시 사형을 구형하였으나, 서울고등법원은 8월 9일에 1심과 같은 무기징역을 선고하였다.
그리고 사건발생 1년이 지난 현재 대법원에는 상고가 확정되지 않아 무기징역형이 확정되어 방화범 유해명은 현재까지도 교도소에서 복역 중이다. 
이번 사건은 예전에 씨랜드 화재 참사를 겪고도 우리 사회의 안전을 외면하여 발생했던 참극으로 당시 우리 사회의 안전 관리가 얼마나 허술했었는지, 경종을 울린 사건이었다.

## 같이 보기
- 종로 고시원 화재
- 가와사키시 간이숙박소 화재